# Potamopyrgus antipodarum
Potamopyrgus antipodarum е дребно сладководно новозеландско охлювче от семейство Tateidae. Видът е инвазивен поради високата си плодовитост и днес е разпространен в много части на света.

## Разпространение и местообитание
Видът е ендемичен за Нова Зеландия и обитава потоци и езера както на двата големи острова, така и на съседни по-малки островчета. Морските съдове обаче са причина за разпространението му в Австралия, Тасмания, Япония, Северна Америка, Европа и различни части на Азия.

## Описание
Черупката е конично удължена и дясно завита със 7 до 8 спирални извивки очертани от дълбоки жлебчета. Притежават оперкулум. Цветът варира от сив до тъмнокафяв. Дължината и варира от 5 до 12 mm като при интродуцираните екземпляри е по дребна.

## Хранене
Видът се храни с растения и дребни безгръбначни и едноклетъчни животни от детритната маса на водоемите, които обитават.

## Размножаване
Представителите на вида ововивипарни. Характерно е и партеногенетично размножаване.